# Escobaria tuberculosa
Escobaria tuberculosa är en kaktusväxtart som först beskrevs av Georg George Engelmann, och fick sitt nu gällande namn av Nathaniel Lord Britton och Joseph Nelson Rose. Escobaria tuberculosa ingår i släktet Escobaria och familjen kaktusväxter. Inga underarter finns listade i Catalogue of Life.

## Bildgalleri

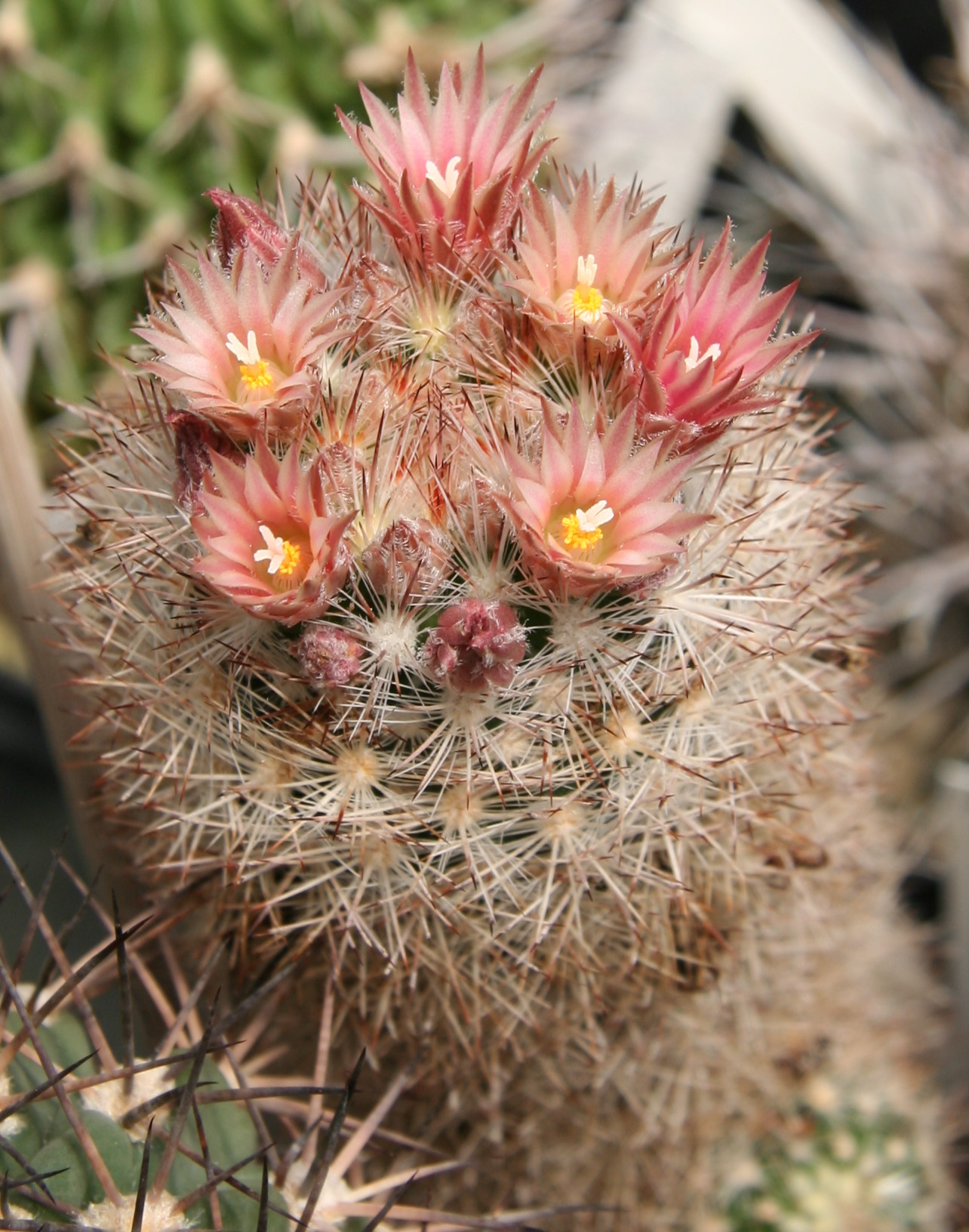